# Ермітаж (відділ малюнків)

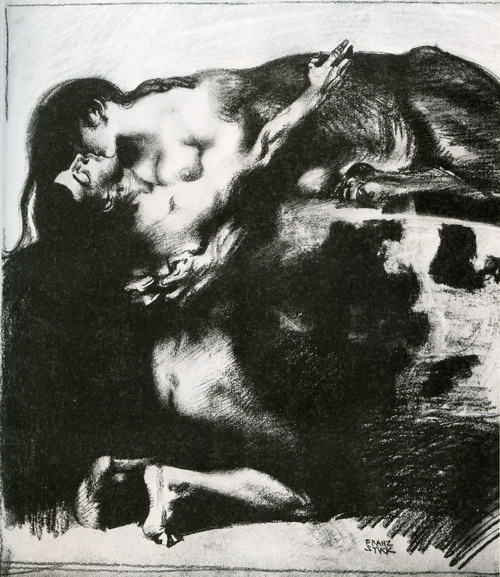
Франц фон Штук, малюнок «Поцілунок сфінкса», придбання 1919 року.

Ермітаж (відділ малюнків) — музейне зібрання малюнків в Санкт-Петербурзі, відділ, що збирає, вивчає і зберігає суто малюнки, акварелі, пастелі.

## Малюнки збірки К. Кобенцля

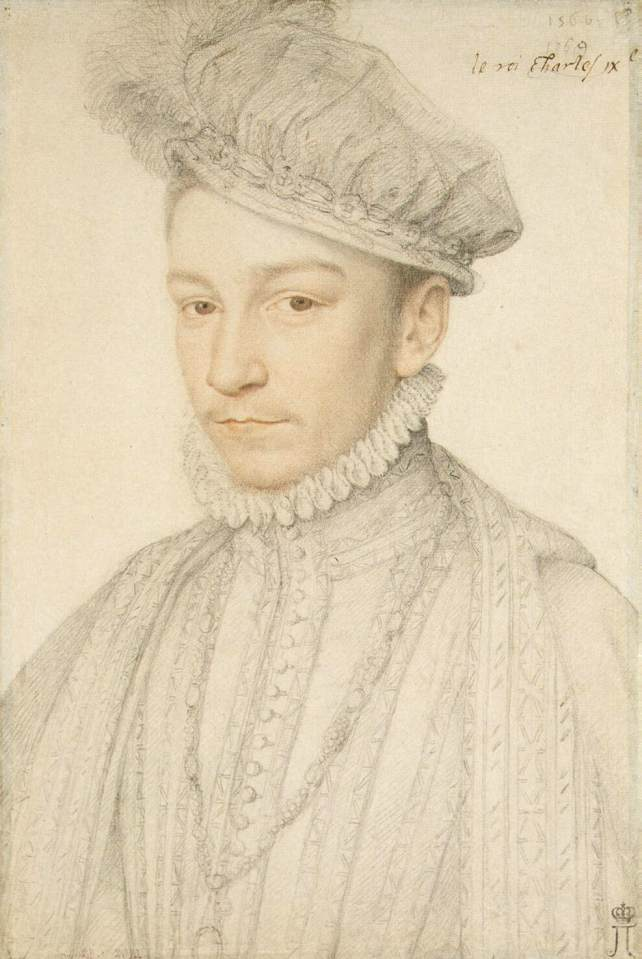
Франсуа Клуе. «Король Карл ІХ», 1560-ті рр.

Граф К. Кобенцль був намісником в Південних Нідерландах. Профранцузькі налаштований граф збирав малюнки, особливо приділяючи увагу малюнкам майстрів Франції ранніх періодів. Прагнення зібрати якомога більше сприяло появі в збірці як малюнків високого ґатунку видатних художників, так і творів посередніх майстрів і відвертих аматорів, що підкорялися панівній моді на олівцеві малюнки. Це обумовило унікальний характер колекції, бо низка осіб відображена тільки в цих олівцевих портретах. Невеликий малюнок-портрет в форматі погруддя був специфічною особливістю культури Франці 16 століття. Їх виконували на білому папері м'яким італійським олівцем і деколи розфарбовували сангіною. Популярність і дешевизна виготовлення таких портретів захопила як дворян, так і королівський двір, не оминаючи і королівську родину. Надзвичайно цінний іконографічний матеріал 16 століття нараховував близько ста зразків. Серед шедеврів розділу — «Король Франциск І», малюнки майстрів французького маньєризму (Школа Фонтенбло), «Портрет художника Жофруа Дюмустьє», малюнки Франсуа Клуе «Король Генріх II» та «Король Карл ІХ».
Але колекція Кобенцля мала і малюнки художників інших країн загальною кількістю близько чотирьох тисяч. Серед них малюнки художників фламандського бароко, голландців 17 століття, художників Італії.

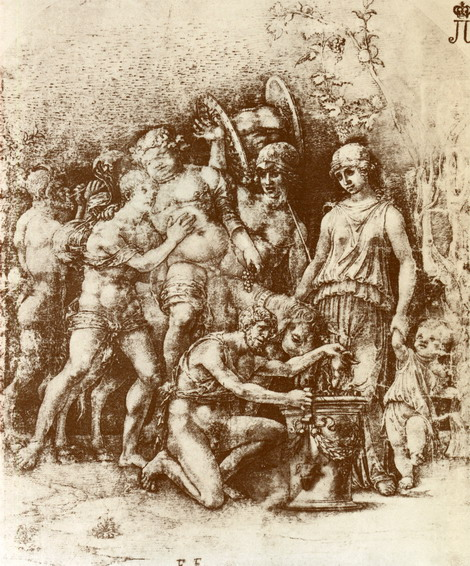
Франческо Франча, «Вакханалія»
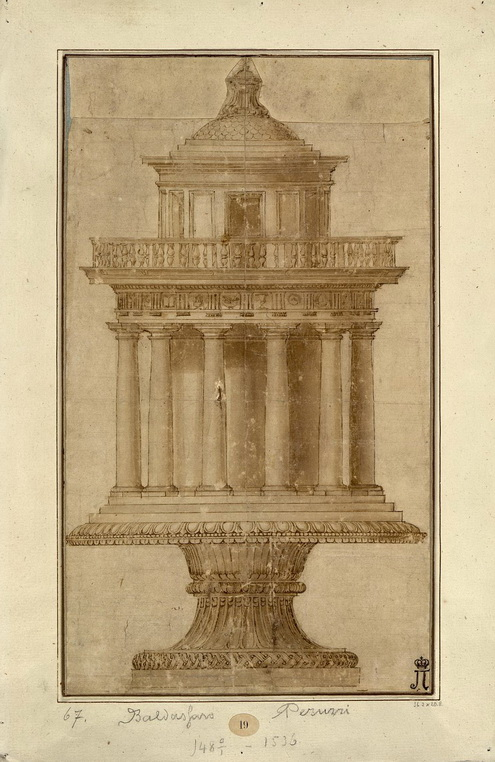
Проект Бальдассаре Перуцці. Табернакль з колонами, малюнок, початок 16 ст., Ермітаж
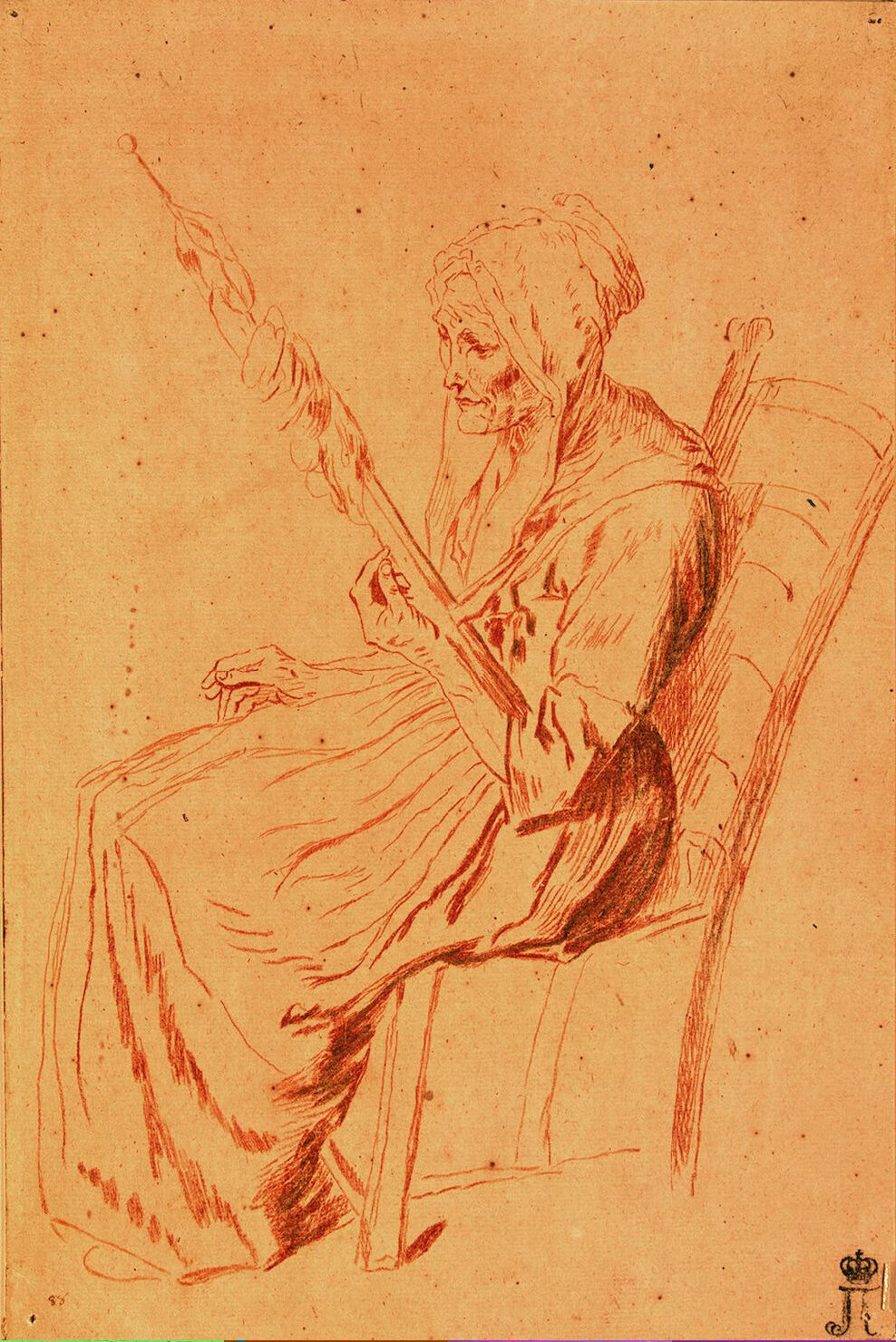
Антуан Ватто, «Пряха»

## Малюнки збірки Г. Брюля

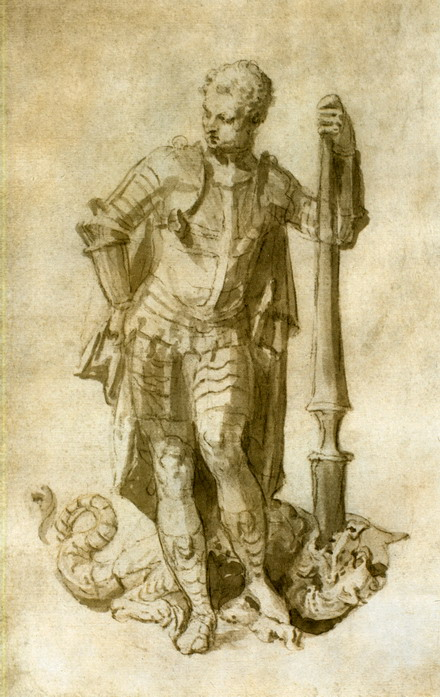
Паоло Веронезе, «Георгій змієборець».

Ця збірка була придбана для імператриці Катерини II 1769 року. Колекція дрезденського вельможі і міністра Генріха Брюля складалась із чотирнадцяти (14) альбомів in folio в шкіряних обкладинках. Володар наказав витіснити на них герб роду Брюль і створити гравійований титул до кожного. В ці альбоми було вклеєно 1076 малюнків старих майстрів та твори майстрів 18 століття.
Колекції малюнків Брюля відбивали розповсюджені тоді уявлення про престижних майстрів, зокрема тих, хто працював на початку 18 ст. Цікаво, що саксонський міністр Брюль не поважав німецьких майстрів, а надавав перевагу іноземцям. Винятками були малюнки німця Кристіана Шиблінга (1603—1663) та австрійського художника Ф. К. Палько, патроном якого був сам Брюль. Він був не один такий, цих же настанов дотримувався і його радник з питань мистецтва — Карл Генріх Гейнекен. Тому в колекції Генріха Брюля були добре репрезентовані художники 17 ст., серед яких переважали представники Італії, Франції, Голландії. Важливою особливістю зібрання було те, що Гейнекен купував малюнки на антикварних ринках самої Італії, а також в Амстердамі та Парижі.
Для колекціонерів Російської імперії середини 18 ст. це ще не мало принципового значення, бо художні смаки привілейованого стану ще перебували в фазі становлення та формування. Тим не менше наявність в альбомах Брюля малюнків високої мистецької вартості відігравала велике педагогічне значення, відігравала роль зразків.
В італійській частині збірок Брюля були Лібералє да Верона (1445—1529), Агостіно Бусті (Бамбайя, 1483—1548), Якопо Пальма молодший (1544—1628), представник італійського маньєризму талановитої першої генерації Франческо Сальвіаті (1510—1563), Лука Камб'язо (1527—1585), барокові майстри Андреа Саккі (1599—1661), Франческо Солімена (1657—1747), П'єр Франческо Мола (1612—1666), П'єр Леоне Гецци (1674—1755), Джованні Баттіста Пьяцетта (1682—1754), живопису останнього в Ермітажі бракує досі. Збірка принесла також малюнки корифеїв венеційської школи — малюнок майстерні Якопо Тінторетто, малюнок-начерк Тиціана «Амур зі скрипкою» та вісім малюнків Паоло Веронезе.
В маленькому німецькому розділі окрім згаданих К. Шиблінга та австрійця Ф. К. Палько був «Пейзаж в римській Кампаньї» (Адам Ельсгаймер, 1578—1610).
Голладський роздів колекції Брюля приніс твори Людолфа Бакхейзена (1631—1708), Абрагама Блумарта (1620—1683), Альберта Кейпа (1620—1691), Адама Сіло (1974—1757). Тільки наявність в альбомі малюнків Рембрандта («Зимовий пейзаж із хижкою під деревами», «Хлопець в шоломі») та Корнеліса Троста (1697—1750, «Портрет родини») могла репрезентували голландське мистецтво від короткого там бароко до стилю рококо.
Ніколя Пуссен, Симон Вуе, Луї Сільвестр представляли досягнення французької художньої школи.

## Колекція малюнків і креслень архітекторів Петра І

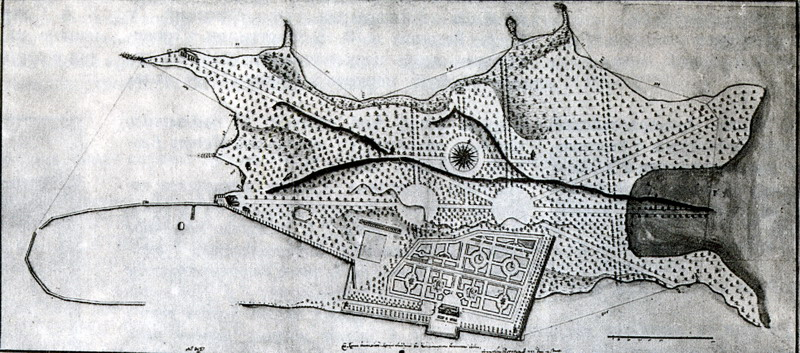
Дальні Дубки, генплан, резиденція царя Петра І. 1722 р. арх. Стефан ван Звітен.

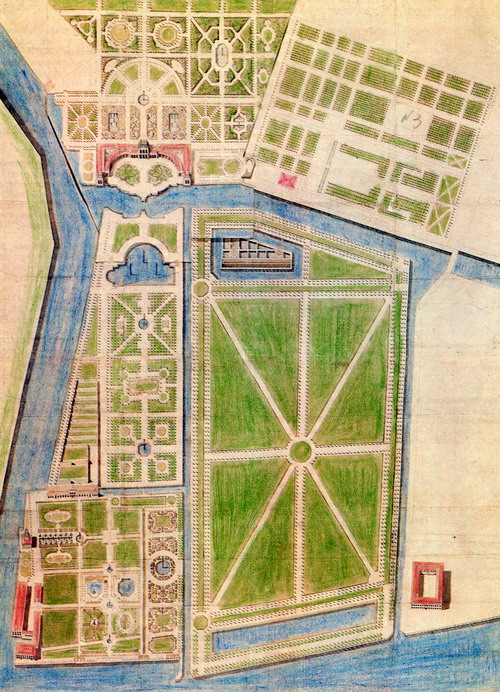
Олександр Леблон. Проект збільшення Літнього саду. Первісно в колекції малюнків Петра І. 1717 р.

Малюнок, графіка взагалі були найбільш мобільним різновидом мистецтва, котре жваво відгукувалось на актуальні події, ставало свідоцтвом і затвердженням нових культурних явищ доби. Все це притаманно колекції малюнків і креслень архітекторів, що належали російському царю Петру І. Неспокійна і діяльна особа, він ставав генератором нових ідей, задумів і планів, примушував активно діяти і інших, нехай і в обмежених кордонах служби царській особі.
Колекція почала складатися з перших років 18 століття і доповнювалась і після смерті царя. Найбільш ранні зразки були зібрані у так званий Петровський альбом (альбом, створений в 1740-ві рр.) Це низка проектів для забудови Петербурга дерев'яного, фахверкового та кам'яного періодів, проекти палаців і садів бароко в передмістях Стрельна, Катерингоф, Петергоф, Дальні Дубки, палацово-паркового ансамблю в Талліні Катерингоф (Кадріорг). За планом царя, збірка могла бути використана як світлини (переведені в гравюри) до майбутньої друкованої історії фортець і міст.
Найбільш повно в петровських колекціях представлені матеріали щодо забудови столичного Петербурга та по трьом Літнім садам, де збережені первісні начерки навіть самого Петра І. Ці малюнки-начерки пізніше опрацьовували фахові архітектори і садівники Олександр Леблон, Ян Роозен, Ніколо Мікетті. Збірка малюнків дозволила відслідкувати забудову Палацової набережної, проекти створення Зимового палацу ранніх етапів за участю Доменіко Трезіні, Георга Маттарнові, палаців адмірала Ф. Апраксіна та генерал-губернатора Меншикова. П'ять креслеників, підписаних архітектором Н. Гербелем, показують зміни в будівництві первісного собору Ісаакія Далматського, початого Г. Маттарнові. Збережена велика кількість проектів щодо створення Петергофа, котрий постійно перебудовували, прикрашали і збільшували. Особливо корисною була збірка майстерних креслень Ніколо Мікетті щодо створення уславлених фонтанів та каскадів Петергофа та його помічника Михайла Земцова, котрий доводив до завершення розпочаті об'єкти після Мікетті.
Надзвичайне значення збережених архітектурних проектів створення парадних резиденцій у Стрельні, Царському Селі, Петергофі, Оранієнбаумі виявилось у повоєнні роки 20 ст., коли почалося чергове вивчення історії цих пам'яток, дослідження їх поруйнованих залишків у 1941-1944 рр., використання цих матеріалів у довготривалих реставраціях.

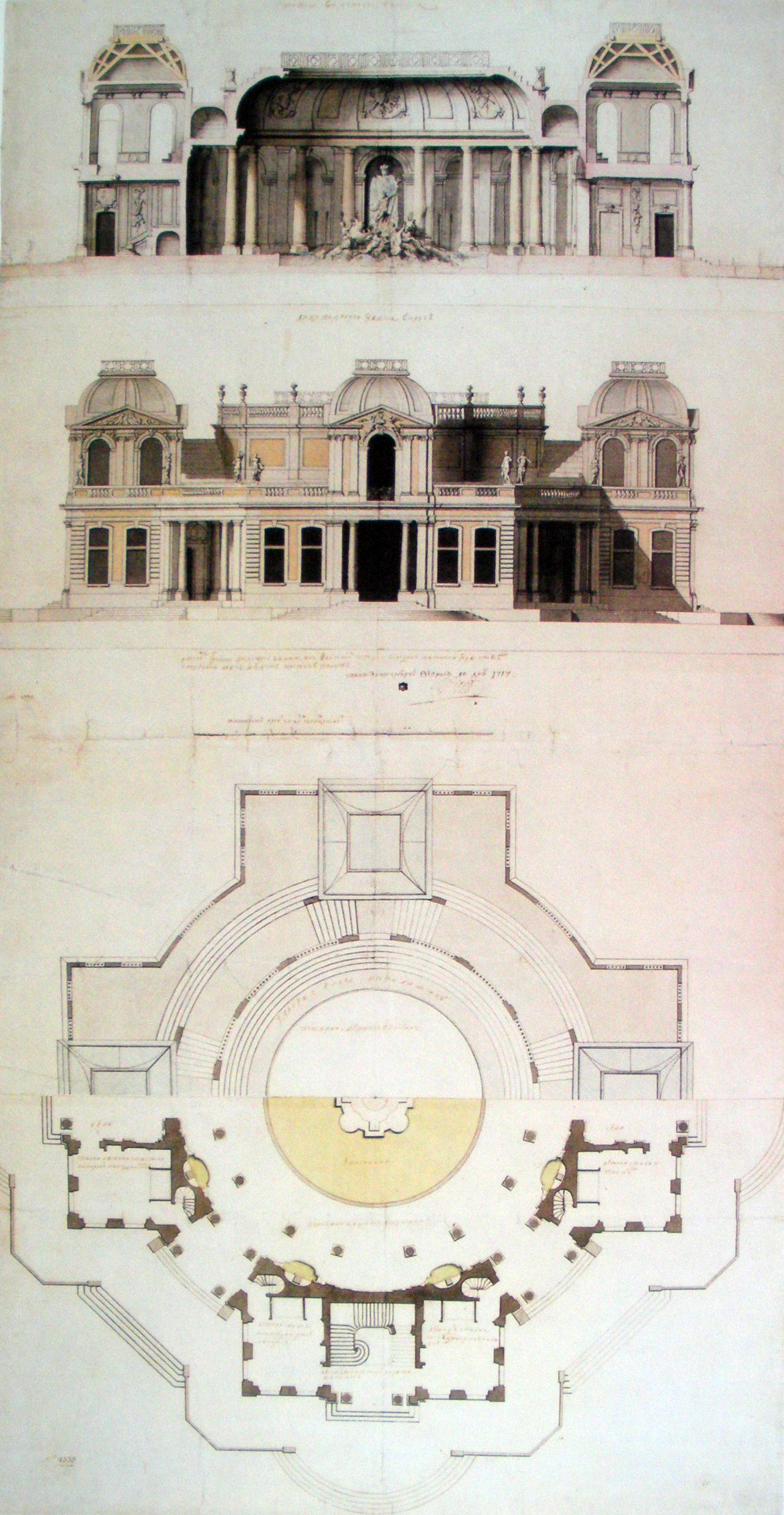
Павільйон з фонтаном «Нептун» для Стрельни. План і фасади
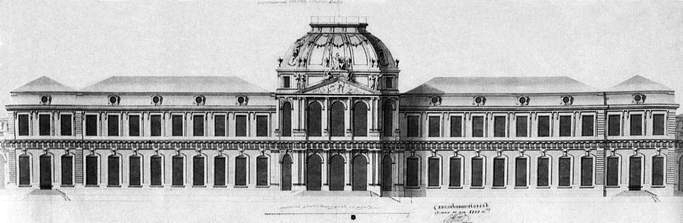
Палац царя Петра І для Стрельни, проект, 1717 р. Первісно - колекція Петра І.
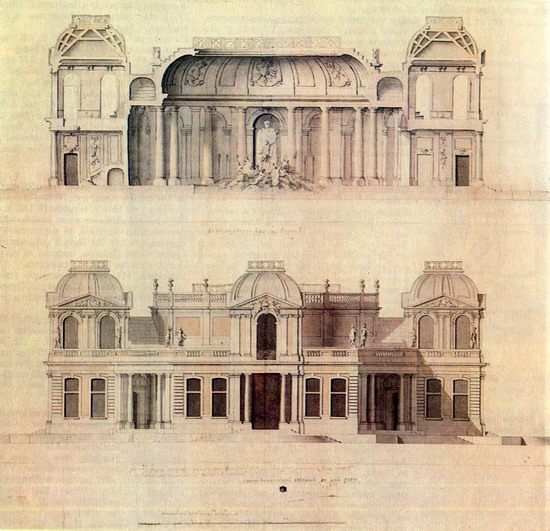
Павільйон з фонтаном «Нептун» для Стрельни. Первісно - колекція Петра І.

Добу агресивно проведених петровських реформ характеризують не тільки проекти палаців і садів бароко, а також проекти феєрверків та проекти чи фіксації інженерних та фортифікаційних споруд в Карелії, Віборзі, Ревелі, Дюнамюнде, Корелах. Колекція малюнків і креслень архітекторів Петра І мала відверто утилітарний, практичний характер. Художнє значення тоді мали хіба що малюнки декораторів Ніколя Піно чи Карло Бартоломео Растреллі. Але з часом художні якості проектів і креслень архітекторів збільшились через періоди занепаду графічної майстерності та зростання привабливості старовини.
Колекція малюнків і креслень архітекторів Петра І була передана в новостворену Академію наук, використовувалась в Географічному бюро, в 1740-ві зібрана в єдиний альбом. Пізніше передана в Ермітаж.

## Хаотична колекція Івана Бецького

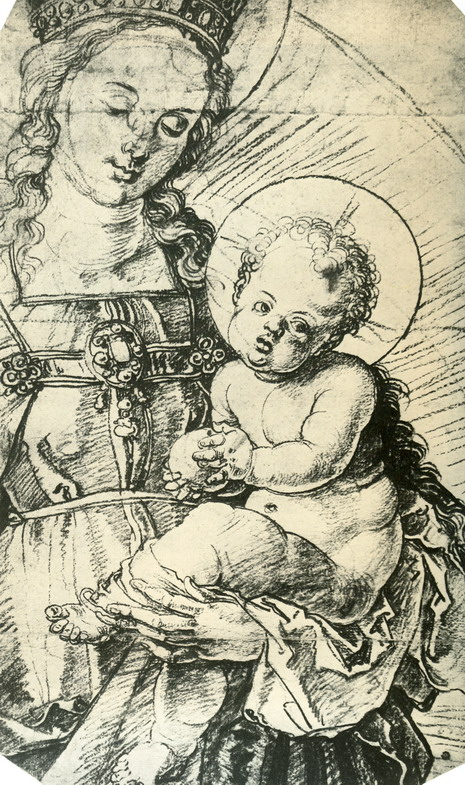
Альбрехт Дюрер, «Мадонна з немовлям», ескіз до вітражу. 1515 р.

Цікавий, але хаотичний характер мала колекція малюнків вельможі Івана Бецького, позашлюбного сина Трубецького. Багаторічне перебування в країнах Європи наблизило його до модних забав привілейованого стану, серед яких було і колекціонування новомодних гравюр та малюнків. Збірки колекції дивувави як наявністю творів високої мистецької вартості, так і дійсним мотлохом. Колекція зберігала хаотичний характер і підкреслювала поверхневе зацікавлення в мистецтві її володаря.
Тим не менше в збірку Івана Бецького випадково потрапив малюнок самого Альбрехта Дюрера «Мадонна з немовлям», ймовірно, підготовчий до створення вітражу в церкві Святого Зебальда в місті Нюрнберг. В музейних збірках Росії це найкращий зразок мистецтва Дюрера, де нема зразків його живопису.
Граючи в мецената, Іван Бецькой передав власну збірку малюнків та гравюр в Петербурзьку Академію мистецтв, де вона слугувала навчальним посібником для вихованців художнього закладу. 1924 року разом з найкращими зразками малюнків Бецького та інших збірок академії її забрав Ермітаж.

## Малюнки колекції П'єра Кроза́
Охочий до всього красивого, П'єр Кроза збирав античні і сучасні камеї, інталії, майоліку Італії, яку тоді не збирали освічені знавці, гравюри і малюнки. Тільки перелік імен художників, малюнки яких зібрав Кроза, дивує досі, адже там були твори Рубенса, Бальдассаре Перуцці, Джуліо Романо, Ван Дейка, Тиціана, більшість малюнків якого митець розпорядився знищити. Невелика кількість збережених малюнків Тиціана розійшлася пізніше великими музеями світу.
Найкраща частина колекцій живопису П'єра Кроза майже цілком була придбана до збірок катерининського Ермітажу. Свого часу ця збірка і її придбання в Росію наробили чимало галасу. Тим не менше на наявність в колекції рідкісної збірки малюнків мало хто звернув увагу. В заповіті П'єр Кроза наказав племіннику маркізу де Шателю гравюри, камеї та інталії і малюнки продати на аукціоні, а отримані гроші використати на благодійність. Так практично розпалось найкраще в європейській історії приватне зібрання малюнків. Пройшли десятиліття, малюнки колекції П'єра Кроза пройшли через низку колекціонерських зібрань і продаж на аукціонах, поки деяка їх частина прийшла в збірки Ермітажу. Серед них — Джуліо Романо, Бальдассаре Перуцці, Ван Дейк.
Останньою значною збіркою, котра потрапила в Імператорський Ермітаж після 1797 р., була колекція Жульєна, це були 853 оригінали лотарінгця Жака Калло (бл. 1592—1635).

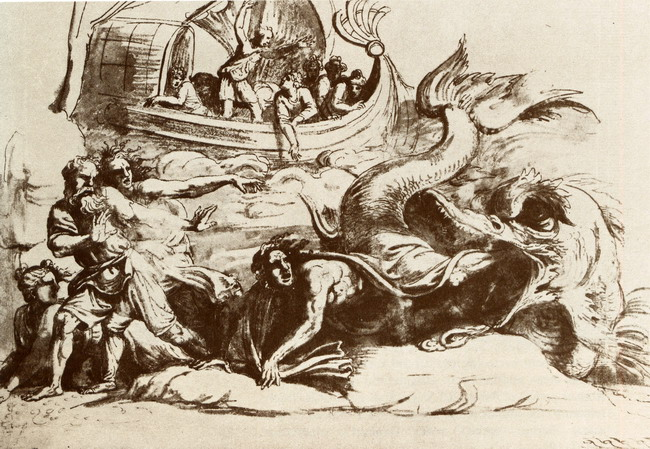
Джуліо Романо, «Виверження Іони з черева кита»
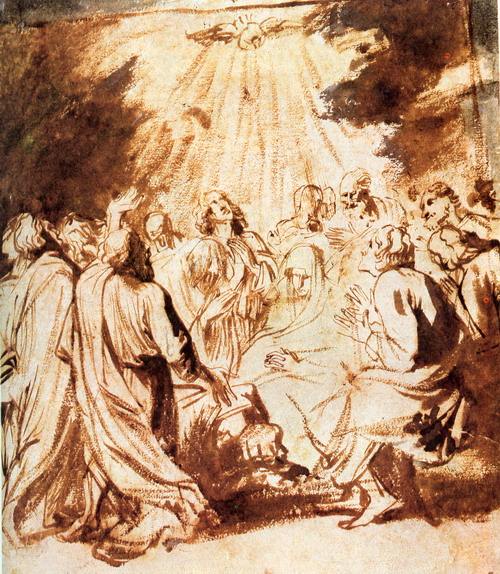
Антоніс ван Дейк. «Зшестя Св. Духа на апостолів»
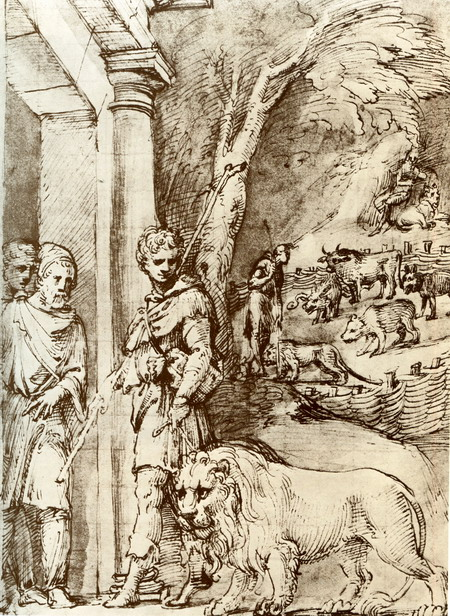
Бальдассаре Перуцці, «Андрокл і лев»

## Збірка на кінець 18 ст
Висновки щодо власної колекціонерської діяльності в останні роки життя зробила сама Катерина II. В листі імператриці до Грімма від 18 вересня 1790 року вона записала —
| Мій музей в Ермітажі складається, окім картин і лоджий Рафаеля, з 38 000 книг, чотирьох залів, наповнених книгами і гравюрами, 10 000 різних каменів (камеї та інталії), близько 10 000 малюнків та зібрання природничого, що заповнило дві великі зали. |
Інвентаризація 1797 року, відразу по смерті імператриці, нарахувала 79 784 гравюри та 7 000 малюнків. Малюнки більш рідкісні, ніж гравюри, псувались чи знищувались, частка передана в Академію мистецтв. Тому їх менше, ніж гравюр.

## Провалля в 19 ст
Дев'ятнадцяте століття не було вдалим для ермітажних колекцій малюнків. Навіть коли виникали приватні збірки малюнків (наприклад, у вельмож Юсупових, у Бахрушина, у Сергія Третьякова), їх не поспішали передавати в Ермітаж. Дві невеличкі збірки, котрі перейшли в Ермітаж, були збірки Дивова (1833 р.) та Грассі (1862 р.). Прийшли малюнки Антуана Ватто та Жана-Оноре Фрагонара. Очільники закладу так і не виробили систематичного плану закупівлі чи то живопису, чи то малюнків, чим назавжди втратили сприятливі можливості. 1870-ті роки взагалі були роками відвертої стагнації в придбаннях музею. І закупівельна практика повільно ожила лише к кінцю 19 ст.

## Націоналізація після перевороту 1917 р
Більшовицький переворот 1917 р. породив нові, розтратні і агресивні явища в культурній політиці. Аби контролювати вивіз мистецьких скарбів із країни, уряд більшовиків пішов на небачену концентрацію творів мистецтва в руках тільки держави, а потім — почав безконтрольно і безкарно продавати їх за кордоном. В країні була проведена націоналізація приватного майна царської родини, буржуазії, дворянства та купецтва, не оминаючи музичних інструментів і приватних бібліотек.
Націоналізація і дозволила екстенсивним шляхом, ніяк не напружуючись, збільшити колекції ермітажних малюнків випадковими речами. Так, її кількісний склад збільшився з 13 000 до 40 000. Але якість зібрання зросла мало, бо великі порожні лакуни збірки не були заповнені. Серед переданих в Ермітаж — також 9 000 малюнків із бібліотеки Училища технічного малювання Штіглиця та 2 000 з Академії мистецтв, але там не було Сандро Боттічеллі, Мікеланджело чи Леонардо да Вінчі.
Досить цікавою стала лише колекція західноєвропейських пастелей (Розальба Кар'єра, Теобальд Мішо, Джон Рассел, Франсуа Буше, Франц фон Ліберман, Корнеліс Трост, Рафаель Менгс, Соня Делоне, Едгар Дега, Оділон Редон). Пастельні твори потребують особливих умов зберігання, не виносять перевезень (бо осипаються), потребують фіксації кольорового шару і тьмяного освітлення. Зазвичай пастелі показують тільки на періодичних виставках, а не в постійній експозиції.
Закупівельна комісія працювала, але внутрішній ринок за часів СРСР тільки зменшувався, хоча і приніс поодинокі зразки, серед яких Бартоломеус Шпрангер, Жан-Огюст-Домінік Енгр, Роза Бонер, Клод Жозеф Верне, Гюбер Робер, Отто Дікс, Ежен Делакруа, Оділон Редон, Андре Фужерон. Частка творів прийшла як подарунки (Анрі Матісс — від пані Лідії Делекторської (секретаря художника), Антон Рефреж'є — від автора). Так звана колекція малюнків старих майстрів Бардіна, врятована і вивезена з фашистської Німеччини — швидше виняток, бо потрапила до рук фахівця. Більша її частина повернута в Німеччину. В подяку за збереження та реставрацію невелика кількість малюнків передана в Росію.

### Малюнки французьких майстрів

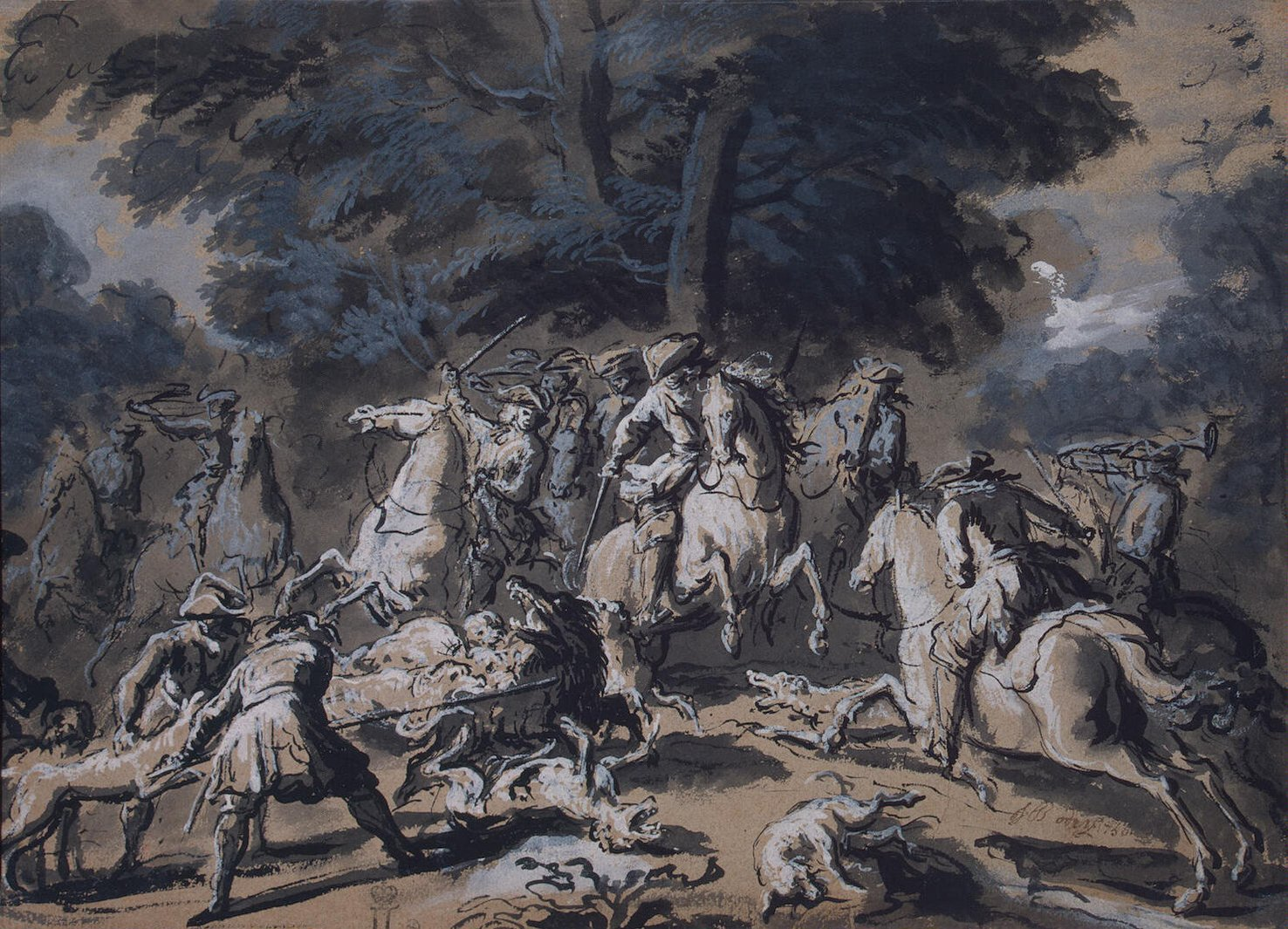
Жан-Батіст Удрі. «Полювання на дикого кабана», 1730-ті рр., Ермітаж, Санкт-Петербург

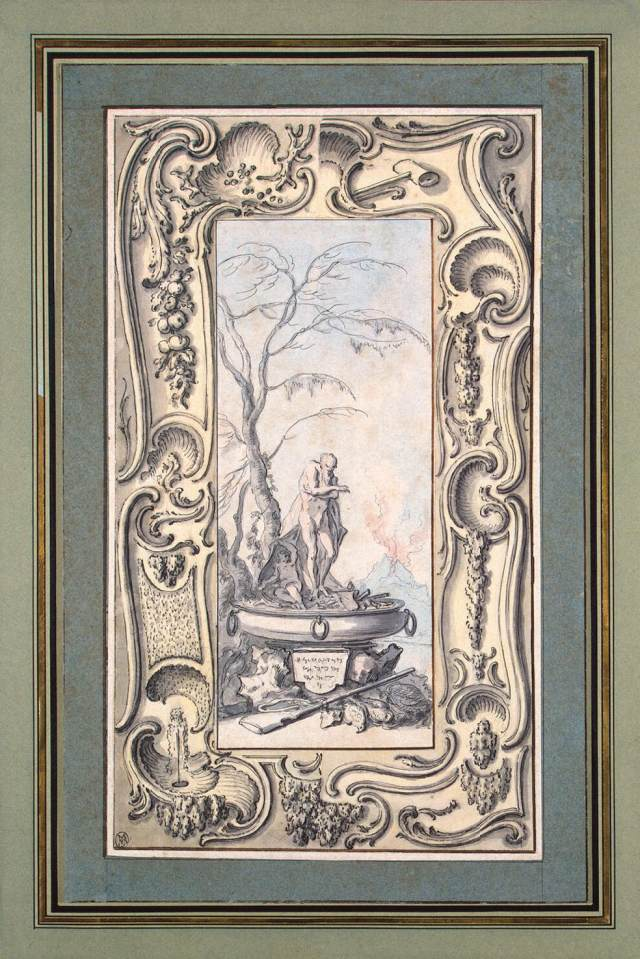
Жак де Лажу молодший. «Скульптура Зими в парку», Ермітаж.

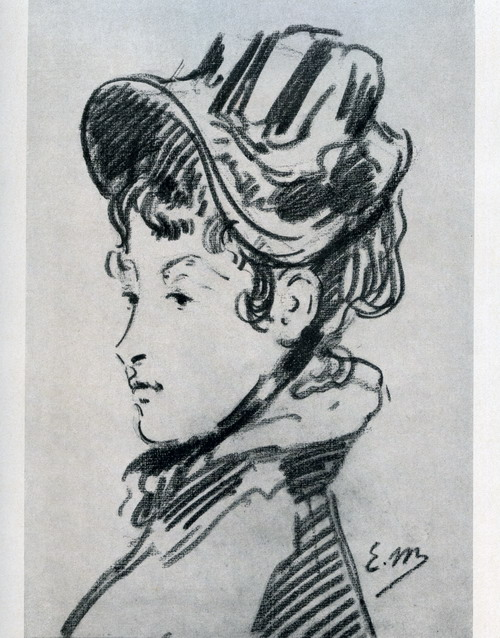
Едуар Мане, Портрет пані Гійєме, 1880 р.

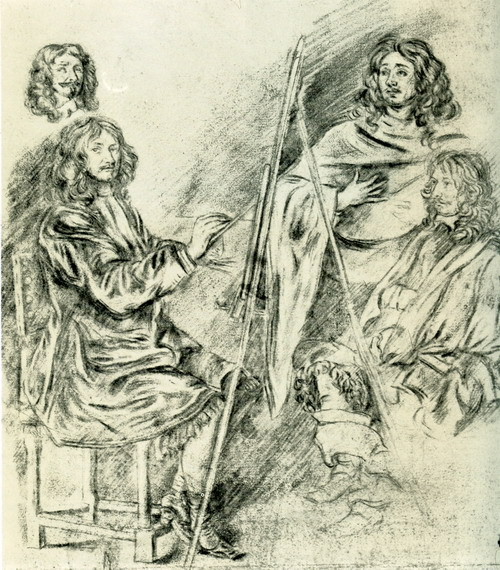
«Майстерня братів Ленен». Зі збірок Бецького.

Більш менш систематичний характер має збірка малюнків французьких майстрів. Формування колекції припало на період справжнього захоплення культурою Франції та модою на все французьке. Імператриця Катерина II та її дворянське оточення сприймало усе французьке як зразкове. Звідси листування з французькими письменниками і філософами, загравання з енциклопедистами, придбання приватних бібліотек Вольтера та Дені Дідро, залучення до порад того ж Дідро в придбанні мистецьких збірок в Парижі, запрошення на працю в Петербург низки французьких майстрів, серед яких скульптори Етьєн Моріс Фальконе і Марі Калло, архітектор Валлен Деламот, художники, декоратори, ювеліри.
Збагаченню імператорських збірок слугувало і придбання колекції малюнків Кобенцля, що купував і накопичував твори французьких майстрів ранніх періодів, малюнки майстрів різних земель Нідерландів.
Митці 17 століття представлені творами Пуссена, Симона Вує, лотарінгців Жака Белланжа і Жака Калло, в збірці сім малюнків Клода Лоррена. Митці 18 століття представлені творами Антуана Ватто, Франсуа Буше, Фрагонара, Ніколя Ланкре, Грьоза, Гюбера Робера, Шарля Клеріссо.
Всесвітній славі французьких малювальників 19 ст. сприяли бурхливі процеси змін стилів і напружених пошуків (в колориті, в методі, особливо в формі), що відбулися в мистецтві Франції. На процес вплинули і ажиотажні придбання американських музеїв, що похапцем купували і імпресіоністів, і академістів, і салонне мистецтво. Массив перевезеного за межі Франції був усвідомлений досить пізно, практично в 20 ст., коли Франція втратила низку капітальних творів Франсуа Мілле, Едуара Мане, барбізонської школи, Ван Гога, постімпресіоністів, імпресіоністів, а в першу половину 20 ст. — багатьох творів Пабло Пікассо. Тому кількість малюнків французьких майстрів 19 ст. в Ермітажі невелика. А головні, але поодиникі надходження, зроблені в 20 столітті, коли головний розподіл мистецького надбання вже відбувся між збірками Сполучених Штатів та Західної Європи.

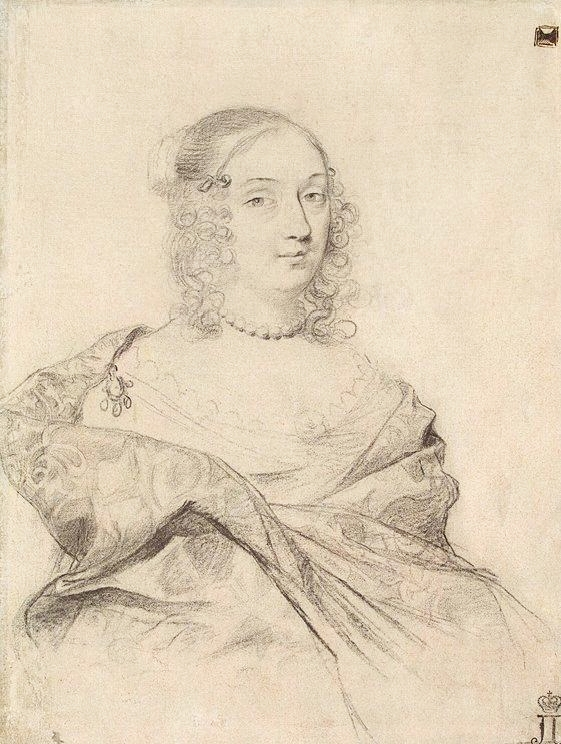
Клод Меллан, «Марі луїза Гонзага»
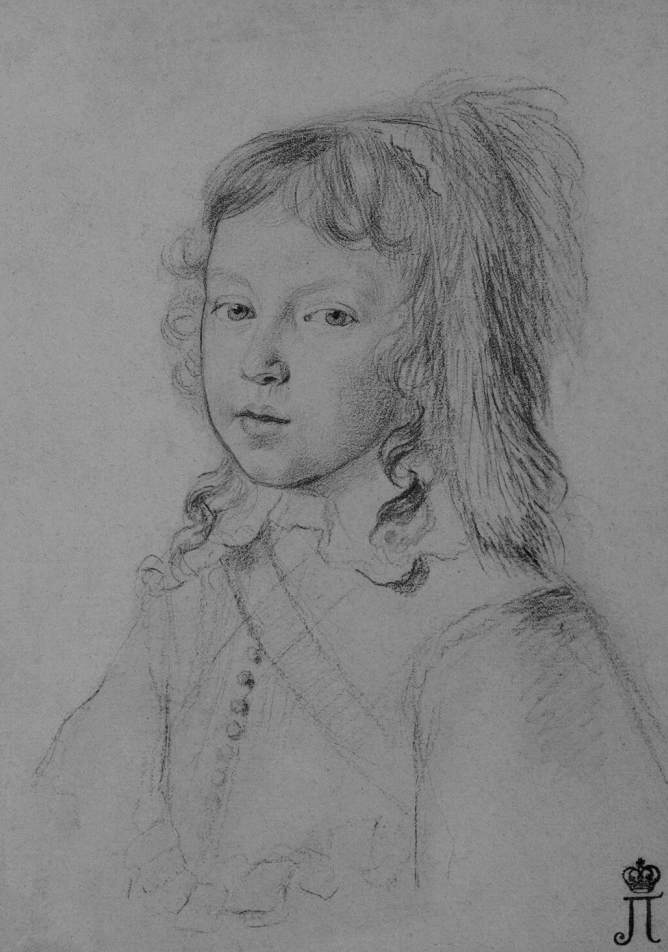
Клод Меллан, «Майбутній король Луї XIV дитиною»
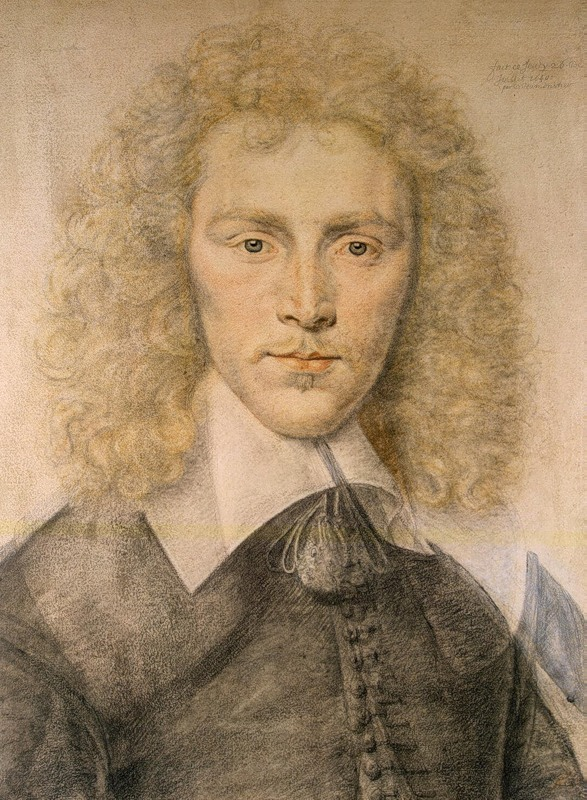
Даніель Дюмустьє, «Невідомий з русяим волоссям»
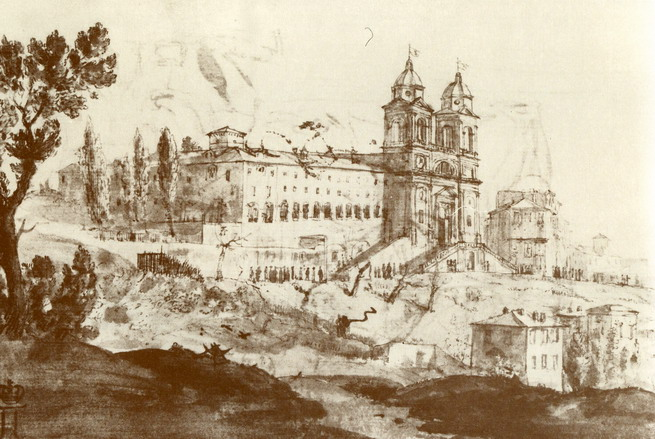
Клод Лоррен, «Санта Трініта деї Монті, Рим» зі збірок Кобенцля
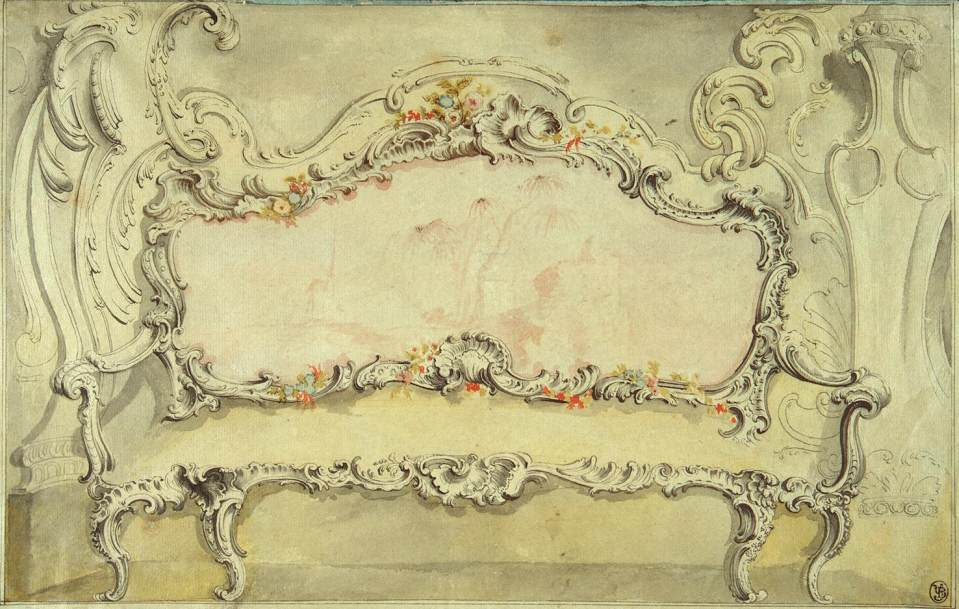
Юст-Аурель Майсоньє, дизайн декору канапи. 1735 р.
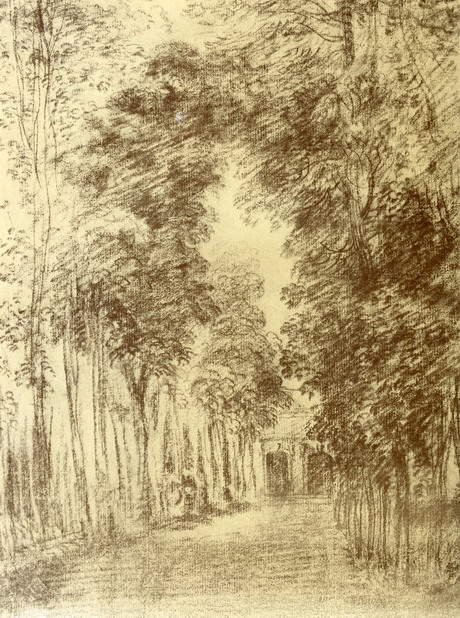
Антуан Ватто, «Сад мецената Кроза, павільйон», 1715 р.
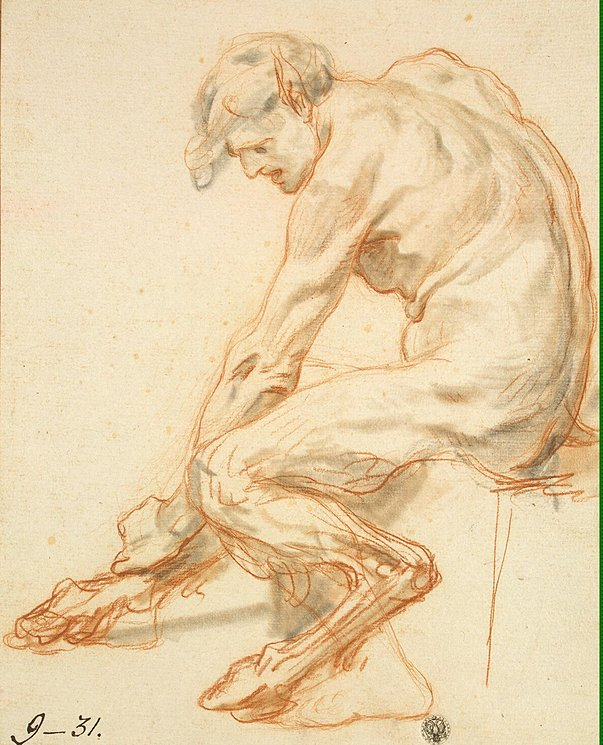
Жан-Батіст Грьоз. «Штудія до фігури фавна», 1755 р.

### Німецький розділ малюнків

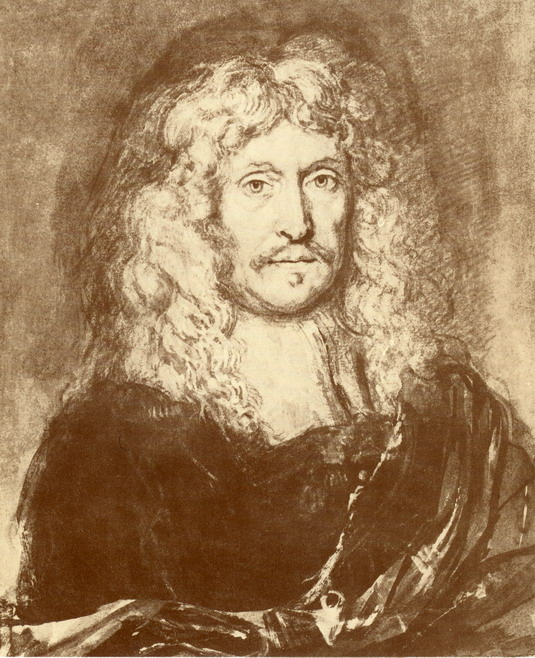
Йоахим Зандрарт, «Автопортрет»

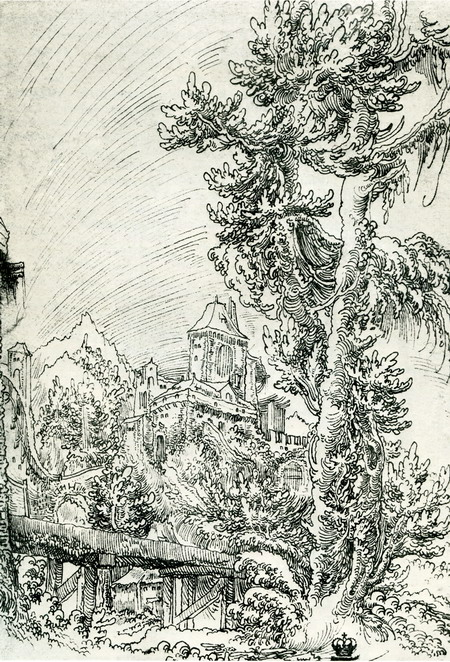
Вольф Губер, «Пейзаж з мостом і замком»

Німецька збірка малюнків і невелика, і неповна, незважаючи на наявність декількох малюнків Дюрера. Збірка має малюнок Ганса Гольбейна, але це батько Ганса Гольбейна молодшого. Серед інших майстрів короткого в Німеччині відродження — Георг Пенц, бл.1500–1550 («Євангеліст Іван»), Вольф Губер бл. 1485—1553 («Пейзаж з мостом і замком»), Віргіл Соліс 1514—1562 («Вояк-найманець, ландскнехт»), Тобіас Стіммер 1539—1584 («Герб села Швайц»), Мельхіор Лорікс 1227—1583 («Кухар яничарів»).
В 17 столітті землі Німеччини зазнали надзвичайного спустошення та знелюднення внаслідок Тридцятирічної війни, головні баталії котрої точилися саме там. Було вбито та померло від ран більше одного мільйона німців з загального числа три мільйони осіб до війни. Жертвами стали і німецькі художники та ремісники. Тим цікавіша творчість тих небагатьох митців, що стануть вимушеними емігрантами і працюватимуть в інших країнах, серед яких Йоган Лісс, Йоахим Зандрарт, Адам Ельсгаймер. Малюнок Ельсгаймера «Пейзаж в римській Кампаньї» принесла збірка Генріха Брюля, а придбана колекція малюнків К. Кобенцля принесла «Євангеліста Івана» Георга Пенца, «Пейзаж з мостом і замком» Вольфа Губера, «Ландскнехта» Віргіла Соліса та «Автопортрет» Зандрарта.
Художня практика німецьких земель по війні розвивалась під сильним впливом мистецтва Голландії і значно втратила національні традиції. Підйом позначився лише на зламі 17-18 століть, коли мистецтво німецьких князівств перейшло до стилістики бароко і особливо рококо. Нову стилістику бароко несуть на собі малюнки Йогана Генріха Шенфельда («Філософ Діоген») і Генріха Роза «Худоба біля фонтану в Італії», «Автопортрет» Яна Купецького, стилістику класицизму — «Автопортрет» Рафаеля Менгса, німецький варіант романтизму — Каспар Давид Фрідріх «Скельна брама в Нейратені» 1828 р.
Генерацію близьких до 20-21 ст. німецьких художників реперезентують малюнки Франца Штука, Отто Дікса, Ганса Тео Ріхтера, Вільгельма Пауля.

### Малюнки майстрів Фландрії і Голландії

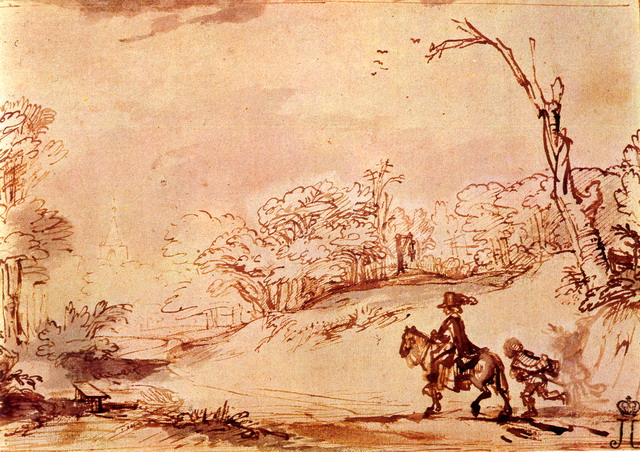
Рембрандт, «Пейзаж з вершником та скороходом» зі збірок Кобенцля

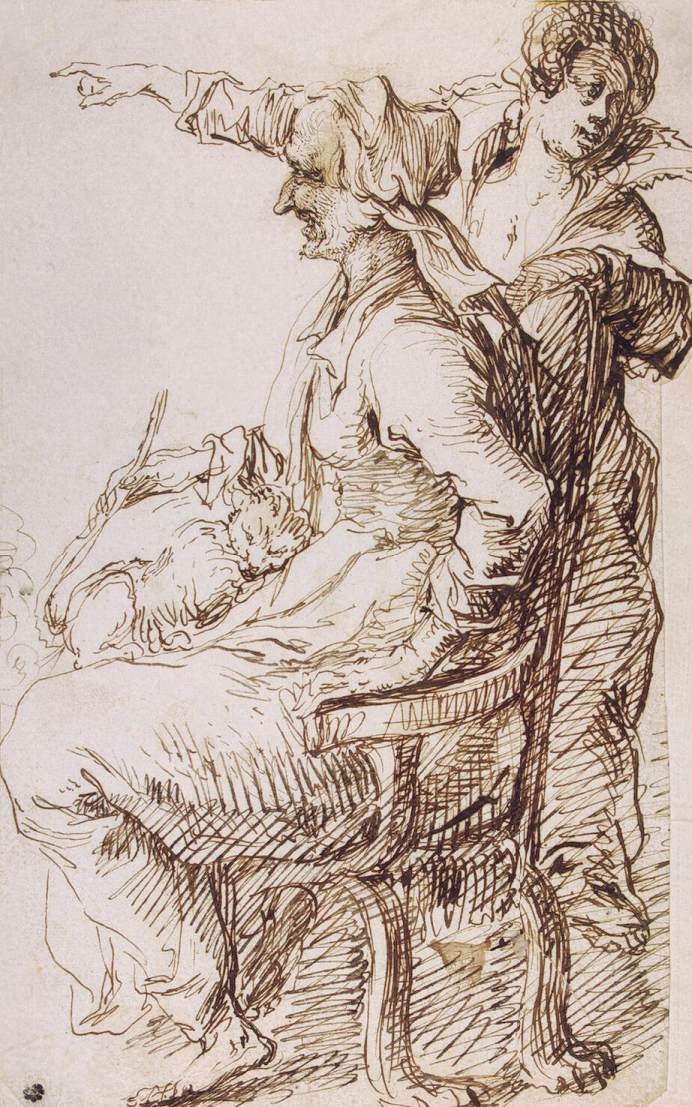
Якоб де Гейн молодший. «Дві ворожки з котом», початок 17 ст.

Збірка малюнків ранніх нідерландських митців і представників маньєризму невелика (Корнеліс Енгельбрехтс, Пауль Бріль, Тобіас Вергахт, Ганс Боль).
Головні представники мистецтва фламандського бароко — в наявності. Комплект малюнків П. П. Рубенса містить як копії з творів італійських митців (Рафаель Санті), з античних пам'яток, так і штудії до релігійних композицій та майбутніх портретів. Пошуки в колориті і композиції репрезентують малюнки Якоба Йорданса та Антоніса ван Дейка. Інші аспекти фламандського малюнка представлені в творах майстрів релігійного живопису, пейзажу, натюрморту, побутового жанру, надгробку, ужиткового мистецтва (Гейсбрехт Лейтенс, Абрахам Діпенбек, Франсуа Дюкенуа, Ян Фейт, Еразм Квеллінус, Лукас ван Уден).
В розділі голландського малюнка головують твори Рембрандта та його учнів, митців, що зазнали впливу творчості Рембрандта та декілька зразків голландських караваджистів, майстрів пейзажу. Серед них — Герріт ван Гонтгорст, Говерт Флінк, Абрахам Блумарт, Гендрик Аверкамп, Ян ван де Велде, Якоб ван Рейсдал, Бартоломеус Бренберг, Ян ван Гойєн, Ян ван Гейсум, Корнеліс Трост.

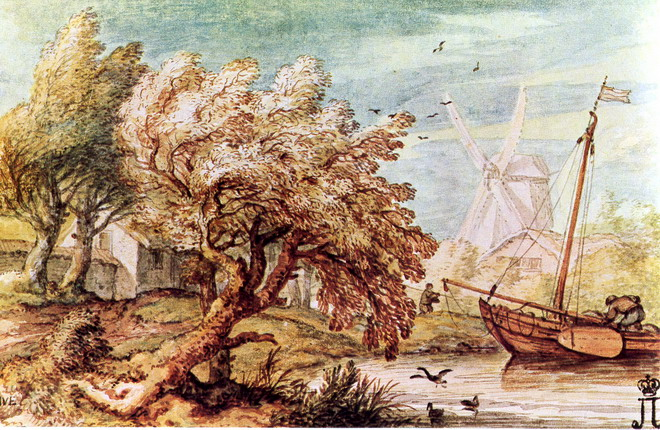
Алларт ван Евердинген, «Пейзаж з вітряком і човном»
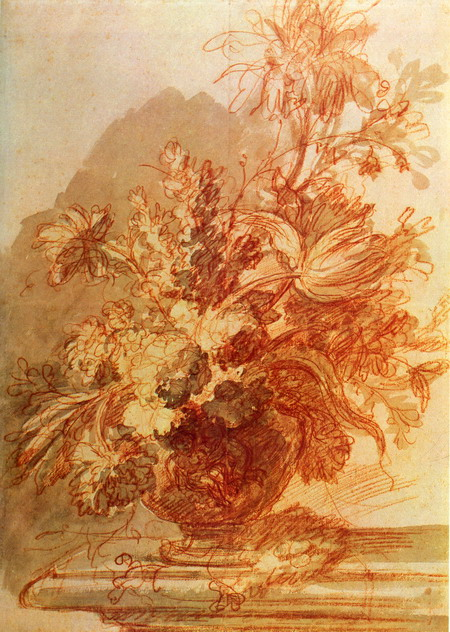
Ян ван Гейсум, «Натюрморт з квітами в вазі»
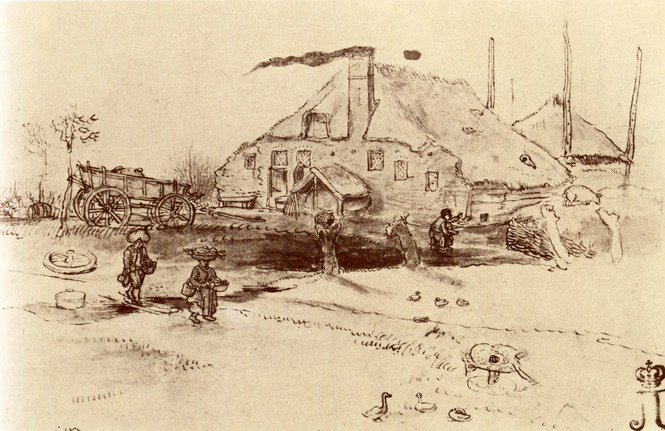
Гендрик Аверкамп, «Пейзаж з садибою фермера»
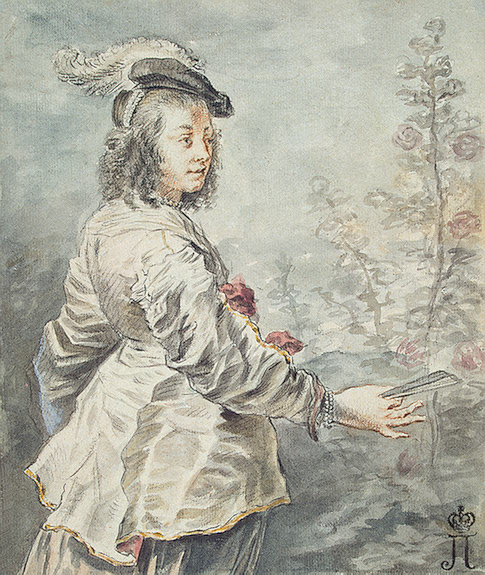
Ян Бокхорст. «Шляхетна пані в береті»

### Італійський розділ малюнків

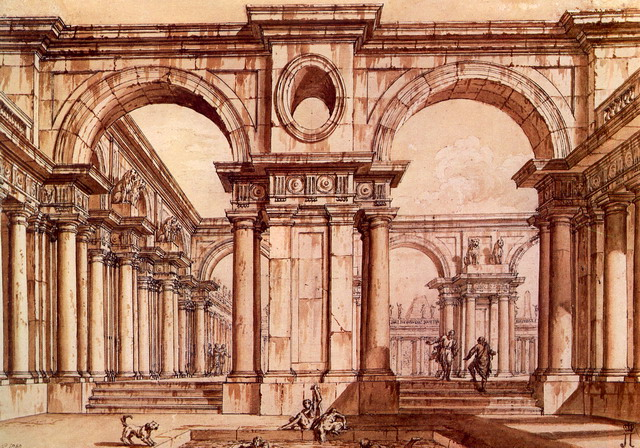
Дж. Валеріані, театральна декорація до опери «Імператор Тіт», ескіз 1746 р.

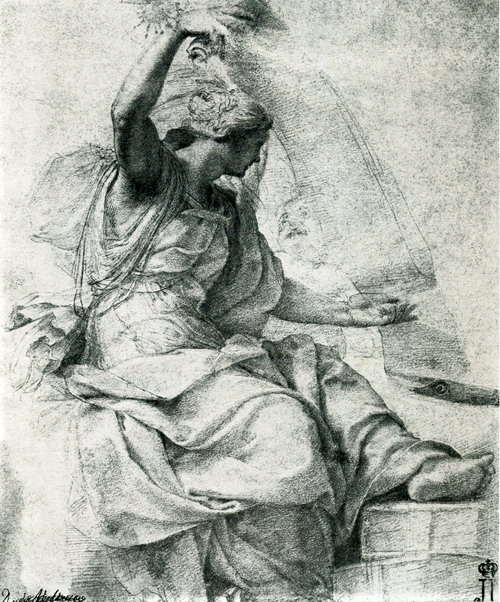
Даніелє да Вольтерра, «Сивілла», зі збірок Кобенцля.

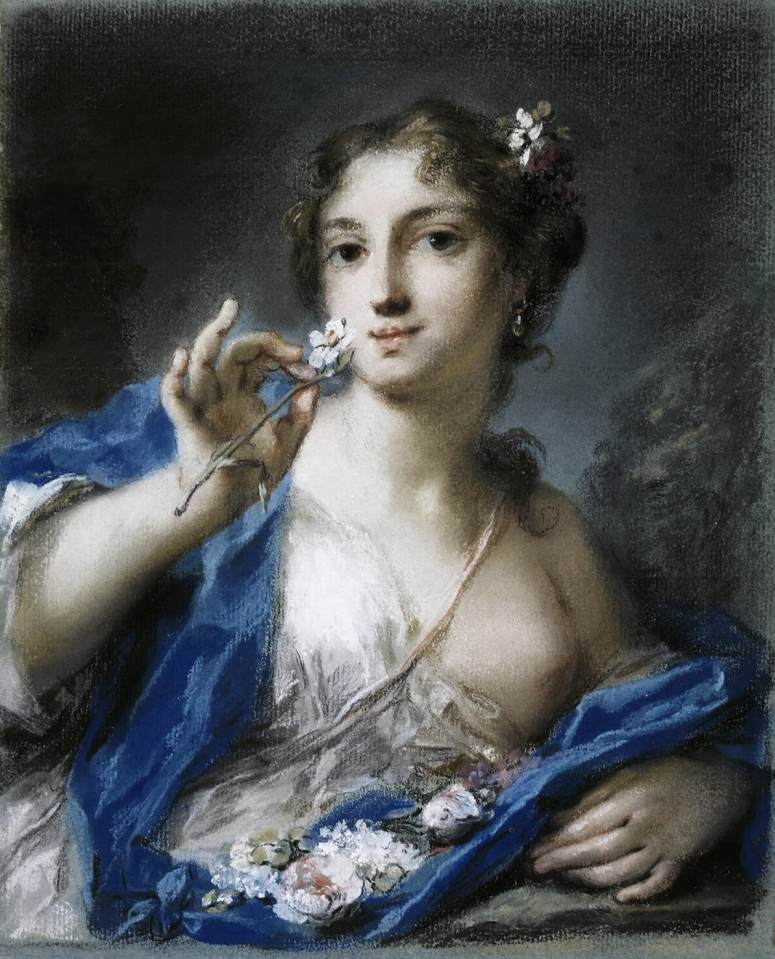
Розальба Кар'єра, «Алегорія весни», пастель, 1725 р.

В колекції італійських малюнків мистецтво доби відродження та маньєризму представляють твори Лібералє да Верона, Ерколе де Роберті, Даніелє да Вольтерра, Франческо Франча, Якопо Пальми молодшого, Вітторе Карпаччо, Тиціана, Паоло Веронезе, Бальдассаре Перуцці, Франческо Сальвіаті, Луки Камб'язо, Джуліо Романо, Парміджаніно. Але в збірці повністю відсутні корифеї італійського мистецтва — нема малюнків Сандро Боттічеллі, Доменіко Гірляндайо, Джованні Белліні, Леонардо да Вінчі, Мікеланджело, Рафаеля Санті, не кажучи вже про малюнки Джорджоне, рідкісні взагалі. Один оригінальний малюнок Тінторетто (штудія до «Катування Св. Лаврентія») випадково прийшов в 1919 р. І це робить розділ недосконалим.
Більш повно представлені майстри італійського бароко, серед яких Аннібалє Каррачі, П'єтро да Кортона, Джованні Бенедетто Кастільйоне, Алессандро Маньяско, П'єр Франческо Мола, Франческо Солімена, Гвідо Рені, Джованні Баттіста Пьяцетта, Франческо Гварді, не оминаючи і другорядних. Захоплення театром в 18 столітті породило славу італійських театральних декраторів. Ермітажна збірка має Джузеппе Валеріані, Карло Галлі Бібієна. Досить добре представлені ескізи П'єтро Гонзага, котрий десятиліттями працював в Петербурзі. Серед італійських малюнків кінця 19 ст. — «Корова на альпійському лузі» Джованні Сегантіні (1858—1899).
Хронологічно збірку закінчують твори майстрів 20 століття. Але на придбання цих творів вплинув ідеологічний тиск СРСР, який визнавав лише закордонних майстрів, близьких реалістичним тенденціям в мистецтві (Армандо Піццинато, Анна Сальваторе, Ренато Гуттузо). Але італійське мистецтво в 20 ст. зовсім не обмежувалось реалістичними тенденціями, а мало бурхливий характер розвитку з усіма випробуваннями кубізму, футуризму, авангардизму, сюрреалізму, абстракціонізму. Вдова Джорджо де Кіріко подарувала музею кольорові літографії художника, але це друкована графіка, а не малюнки. Кепською для колекцій була і надто обмежена участь СРСР в закордонних мистецьких аукціонах, де малюнки не купували.

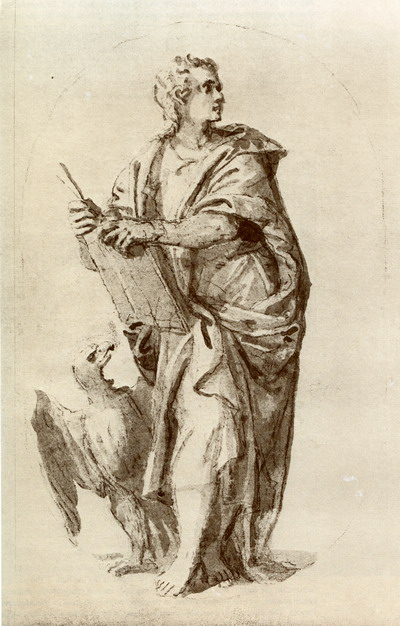
Паоло Веронезе, «Євангеліст Іван», (зі збірок Брюля)
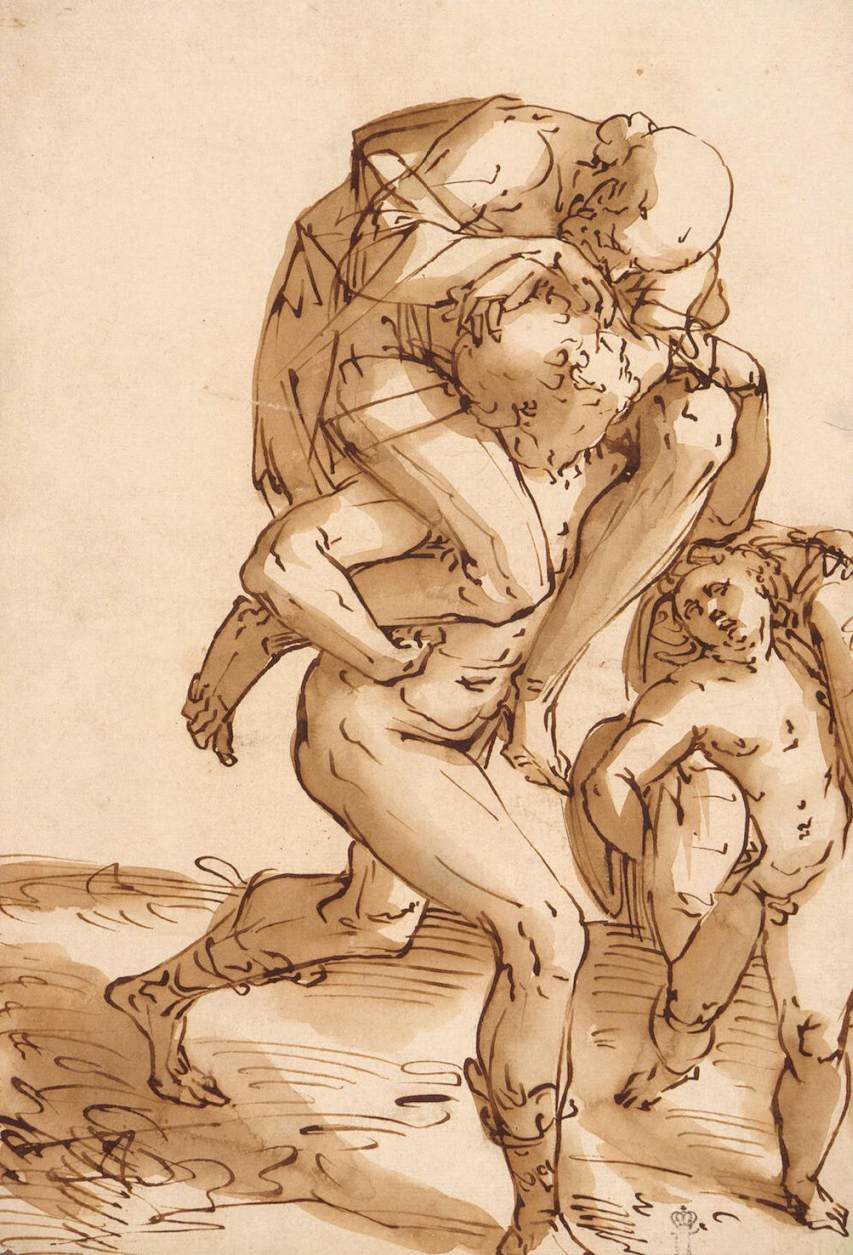
Лука Камб'язо, «Втеча з палаючої Трої Енея, Анхіза та Асканіо», до 1560 р.
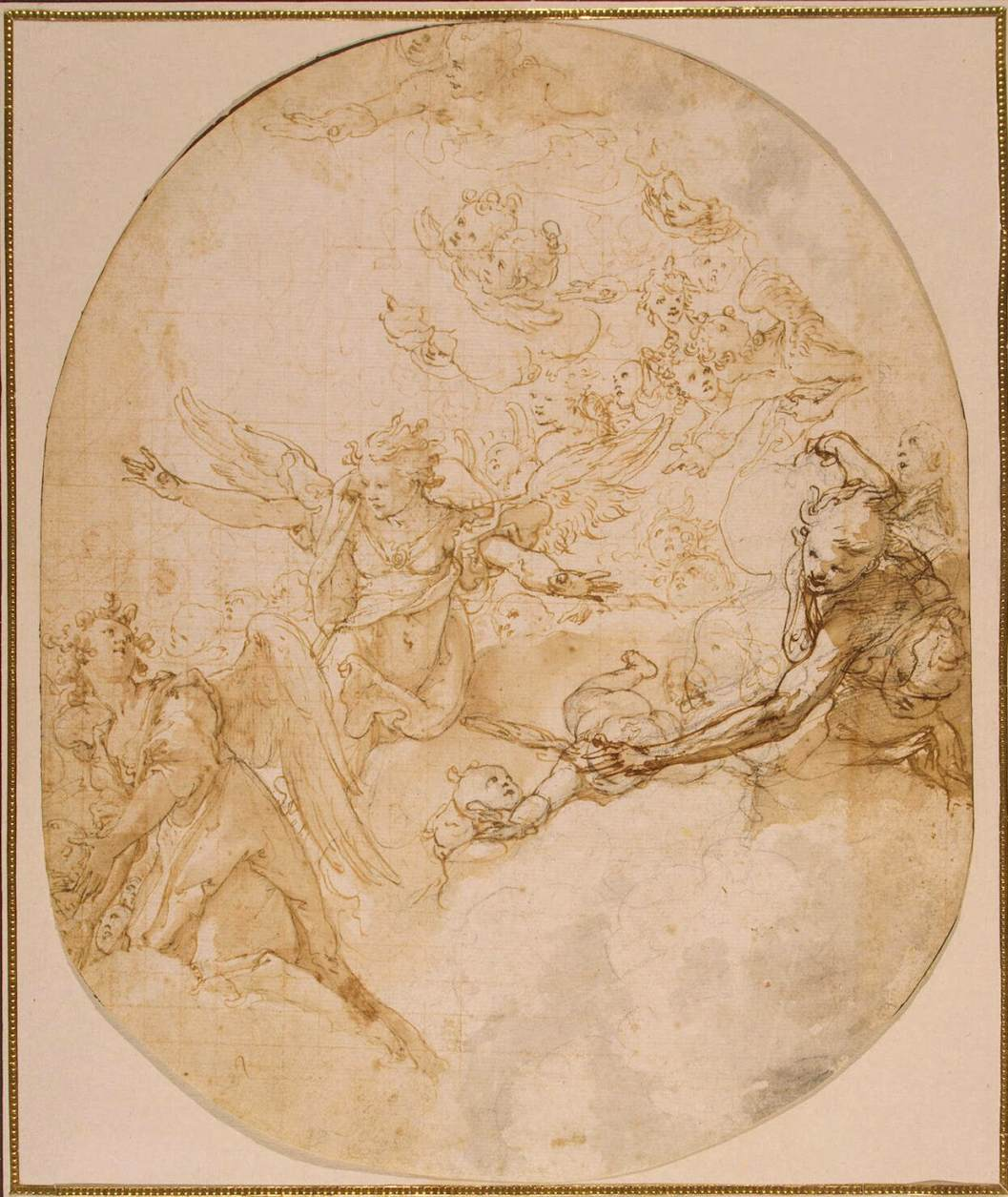
Федеріко Цуккаро, «Янголи та херувіми в небі», 1566 р.
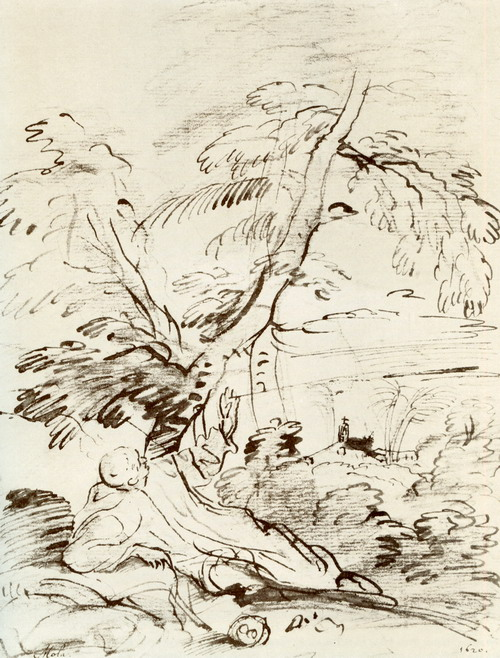
П'єр Франческо Мола, «Видіння Св. Бруно» (зі збірок Брюля)

## Малюнки майстрів Британії
Найслабша ділянка колекції — малюнки майстрів Британії. Відсутні Томас Гейнсборо, Джошуа Рейнольдс та ін. Ділянка має цілком випадкову колекцію, де є Пітер Лелі, Томас Лоуренс, Річард Паркс Бонінгтон, Джеймс Вістлер, дві пастелі Джона Рассела та декілька творів акварелістів, традиційно взагалі досить сильних в Британії. Серед творів Франка Бренгвіна- тільки живопис та друкована графіка.

### Россіка та російські майстри
Загальна кількість зразків цього відділу перевищує 7 000.
Особливу сторінку в збірці посіли твори іноземних майстрів, що роками працювали в Російській імперії, так звана россіка. Це були майстри, що прибували в країну на заробітки (Олександр Леблон, Ніколо Мікетті, Карло Бартоломео Растреллі, Франческо Фонтебассо, Джузеппе Валеріані, Джакомо Кваренгі, П'єтро Гонзага) або ті, що обирали російське громадянство (Доменіко Трезіні, Вартоломей Растреллі, Юрій Фельтен, Джакомо Кваренгі).
На кінець 20 ст. найбільша частина зберігшихся ескізів уславленого театрального художника П'єтро Гонзага також належить музею Ермітаж. Перш за все це ті два альбоми зі збірок Половцова, забрані в музей 1923 р. з бібліотеки Училища Штіглиця і частка розрізнених аркушів.
В збірку потрапили також твори російських митців, коли в музеї 1941 р. зафундували відділ «Історії російського мистецтва», хронологічні межі якого обмежені зникненням Російської імперії в 1917 р.. В невеликій кількості тут зберігають малюнки і акварелі М. Махаєва, Ф. Аргунова, Петра Соколова, В. Садовникова, К. Беггрова, Ф. Неєлова, малюнки і акварелі братів Брюллових — Олександра та Карла, Іллі Рєпіна тощо. Але цілеспрямовано російським мистецтвом опікуються Державний Російський музей в Петербурзі та Державна Третьяковська галерея в Москві. Тому ермітажна збірка в цьому розділі не має універсального характеру.
|                                             |                                            |                                        |                                                                                           |
| «Фантазійний готичний собор» П'єтро Гонзага | «Споруда з круглим храмом» П'єтро Гонзага, | «Фантазійна піраміда.» П'єтро Гонзага, | «Галерея перед двором замку.» П'єтро Гонзага, всі — ескізи театральних декорацій, Ермітаж |